# Leucauge loltuna
Leucauge loltuna là một loài nhện trong họ Tetragnathidae.
Loài này thuộc chi Leucauge. Leucauge loltuna được miêu tả năm 1938 bởi Chamberlin & Ivie.